# Friedrich von Rönne

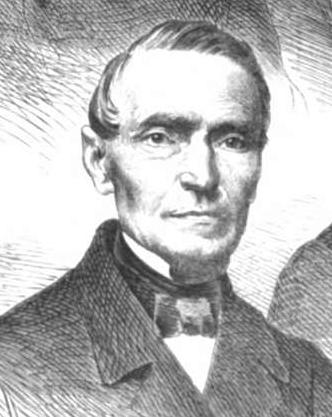
Friedrich von Rönne, 1862. Grafik von Hermann Scherenberg.

Friedrich Ludwig von Rönne (* 27. November 1798 in Seestermühe bei Uetersen; † 7. April 1865 in Berlin) war ein preußischer Jurist, Diplomat und deutscher Politiker.

## Frühes Leben
Rönne war Sohn des Hofgerichtsassessors und späteren Mitglieds der holsteinischen Regierung Johann Georg von Rönne. Ein Bruder war der spätere Jurist und Politiker Ludwig von Rönne. Rönne besuchte das Gymnasium in Glückstadt. Er erhielt aber auch Privatunterricht in Berlin vom späteren Politiker und Rechtsprofessor Karl Twesten.
Friedrich Ludwig von Rönne trat noch nicht einmal 16 Jahre alt in die King’s German Legion ein und nahm an der Schlacht von Waterloo teil. Später studierte er Rechtswissenschaften in Kiel und Berlin.
Im Jahr 1820 trat er in den preußischen Justizdienst ein. 1825 wurde er Oberlandesgerichtsrat in Hamm. Er schrieb dort eine Arbeit über die cleve-märkische eheliche Gütergemeinschaft. Im Jahr 1828 wechselte er an das Kammergericht nach Berlin. In dieser Zeit legte er eine Neubearbeitung des Systems des preußischen Civilrechts vor. Er selbst zeichnete für den ersten Band verantwortlich, sein Bruder Ludwig übernahm den zweiten Band. Im Jahr 1831 trat er in den Verwaltungsdienst über und arbeitete bei der Regierung in Potsdam. Rönne erwies sich in Zoll- und Handelsangelegenheiten, aber auch in staats- und völkerrechtlichen Fragen als sachkundig und wurde von Minister Jean Pierre Frédéric Ancillon gefördert.

## Botschafter in Washington
Rönne wurde daher 1834 Ministerresident (d. h. Botschafter) Preußens in den USA mit Sitz in Washington. In diesem Amt wurde er 1844 von Friedrich von Gerolt abgelöst. In den Vereinigten Staaten machte er sich insbesondere mit den dortigen Handelsverhältnissen auch durch ausgedehnte Reisen vertraut. Daneben versuchte er, sich um die deutschen Einwanderer zu kümmern. Es gelang ihm allerdings nicht, einen Handelsvertrag zwischen dem Deutschen Zollverein und den USA zu Stande zu bringen. Ihm gelang indes die Verlängerung des Handelsvertrages der Vereinigten Staaten mit den Hansestädten Bremen und Hamburg. Sein Ansehen auch in den USA war so groß, dass die Regierung der Union ihn sich 1839 von Preußen als Schlichter im Streit mit Mexiko erbat. Ein Krieg konnte durch die Vermittlung Rönnes nicht vermieden werden. Später wurde er auch bei einem Streit zwischen England und Frankreich um den Gummihandel im Senegal hinzugezogen.

## Leiter des preußischen Handelsamtes
In Preußen forderten Vertreter der Wirtschaft die Errichtung eines Handelsministeriums und sprachen sich für Rönne als Leiter aus. In einer Denkschrift sprach sich Rönne für ein direkt dem König unterstehendes Handelsdepartement mit einem engen Kontakt zu den Handelstreibenden aus. Dieses Ansinnen traf auf Widerstand in der Regierung. König Friedrich Wilhelm IV. ließ dennoch eine ihm direkt unterstellte Handels- und Gewerbebehörde als Leiter schaffen. Sie hieß aber nicht Handelsministerium, sondern Handelsamt. Rönne wurde Präsident der neuen Behörde im Range eines Rates erster Klasse. Gleichzeitig wurde er zum Mitglied des Staatsrates ernannt. Er scheiterte allerdings am Widerstand der Bürokratie und blieb weitgehend wirkungslos. Als nach der Märzrevolution in Berlin ein Handelsministerium geschaffen wurde, fiel die Leitung nicht Rönne zu.

## Nationalversammlung und Gesandter
Rönne wurde 1848 in die Frankfurter Nationalversammlung gewählt. In Frankfurt gehörte er der Casinofraktion an. Rönne war Vorsitzender des volkswirtschaftlichen Ausschusses. In einer Denkschrift versuchte er, die in den Vereinigten Staaten gewonnenen Erkenntnisse für die deutschen Verhältnisse nutzbar zu machen. Seine Vorstellungen fanden Eingang in die volkswirtschaftlichen Teile der Reichsverfassung.
Noch im selben Jahr ging es als außerordentlicher Gesandter der provisorischen Zentralgewalt und seit 1849 auch als Gesandter des Reichsverwesers Erzherzog Johann von Österreich zurück nach Washington. Wieder nützte er seinen Aufenthalt für eingehende Studien und plante sogar, eine Geschichte der amerikanischen Verfassung zu schreiben. Dazu kam es aus Gesundheitsgründen nicht. Aber er beteiligte sich an innenpolitischen Streitfragen der Union etwa hinsichtlich der Einführung von Papiergeld mit Zwangskurs.
Nach dem Ende der Zentralgewalt lehnte die preußische Regierung unter Friedrich Wilhelm von Brandenburg die Bitte Rönnes ab, ihn als preußischen Gesandten in den USA zu belassen. Als Grund gab sie an, er hätte den Gesandtenposten ohne Billigung der preußischen Regierung angenommen. Auf eigenen Wunsch trat Rönne 1857 in den Ruhestand.

## Preußischer Abgeordneter
Nach dem Beginn der neuen Ära wurde er 1858 Mitglied des preußischen Abgeordnetenhauses. Er war Liberaler und gehörte der altliberalen Fraktion von Georg von Vincke an. In zahlreichen Debatten hat sich Rönne beteiligt. Seit 1862 gehörte er der Fortschrittspartei an. Er gehörte zu den bedeutendsten Mitgliedern der Partei. Er stand auf einem eher rechten Flügel. Im Verfassungskonflikt stand Rönne mit seiner Partei in Opposition zur Regierung. Im Jahr 1863 sprach er sich für die Unabhängigkeit der Herzogtümer Schleswig und Holstein aus. Immer wieder bekannte er sich als Freund der polnischen Nation und kritisierte die von Preußen gegen den polnischen Aufstand gerichteten Abkommen mit Russland.
Grundsätzlich war er Gegner der These, dass die deutsche Einheit auf die Zeit nach der Schaffung einer liberalen preußischen Regierung zu verschieben sei. Gleichzeitig war er skeptisch, dass eine Regierung unter Otto von Bismarck eine nationalstaatliche Politik machen würde.